# День рождения Ганди

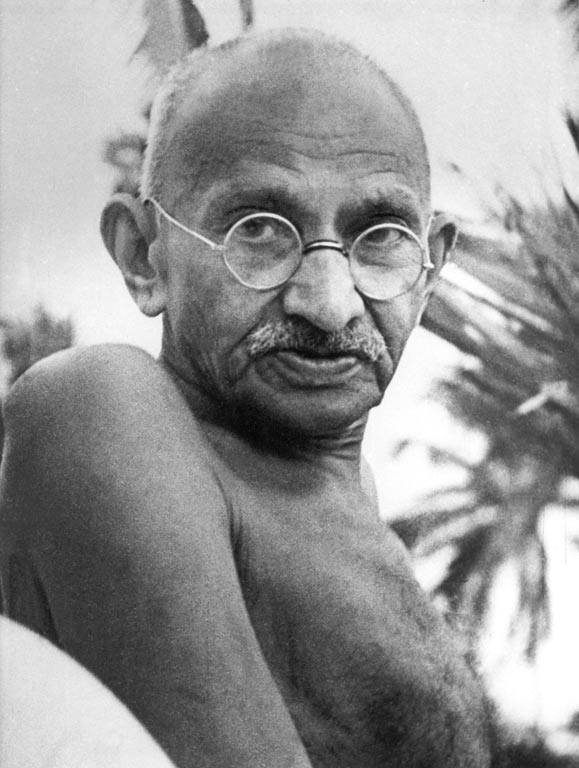
Махатма Ганди (снимок 1944 года)

День рождения Ганди («Ганди джаянти») — государственный праздник Республики Индии, отмечаемый 2 октября. Этот праздник установлен в память о родившемся 2 октября 1869 года Махатме Ганди, которого называют «отцом индийского государства». Он отмечается во всех штатах и союзных территориях Индии. 
Генеральная Ассамблея ООН 15 июня 2007 года провозгласила 2 октября Международным днём ненасилия.